# 保國勳章
保國勳章是越南共和國（南越）的軍事及民事勳章，也是越南共和國授予的最高級別勳章。該勳章由越南國的國家元首保大於1950年創立，用來表彰體現出偉大作品、非凡事跡，以及勇敢的人，或以崇高美德和卓越知識服務國家的人。
保國勳章與大南龍星一樣，都是以法國榮譽軍團勳章為原型設立的，一共分為五個等級：第一等（Đệ nhất đẳng）對應法國榮譽軍團勳章的大十字（Grand-croix）勳位，第二等（Đệ nhị đẳng）對應大軍官（Grand officier）勳位，第三等（Đệ tam đẳng）對應高等騎士（Commandeur）勳位，第四等（Đệ tứ đẳng）對應軍官（Officier）勳位，第五等（Đệ ngũ đẳng）對應騎士（Chevalier）勳位。
越南戰爭期間，保國勳章被授予數名美國軍官，這些軍官大多數是南越政府的高級軍事或政治顧問。保國勳章可以被追授。
自從保國勳章成為民事及軍事兼用的勳章以來，在身穿軍服時，該勳章佩戴於所有勳章的上方。純軍事上的最高等級勳章是軍功佩星，該勳章僅授予軍人。

## 外部連結
- Images of Orders, Decorations, and Medals of the Republic of Vietnam
- Military Orders, Decorations, and Medals of the Republic of Vietnam